# Бряновщица
Бряновщица е хижа в Родопите, в близост до село Брестовица, намираща се в едноименната местност и вилна зона. Хижата е двуетажна сграда с капацитет 54 места и притежава туристическа кухня и столова. До хижата може да се стигне по асфалтиран път.

## Съседни обекти
- хижа Академик – 1.30 часа
- хижа Чурен (неработеща) – 3 часа
- хижа Върховръх – 2,30 часа

## Изходни точки
- село Брестовица – 13 км по асфалтиран път или 3 часа по маркирана пътека
- село Храбрино – 2,30 часа